# Mobilofoon

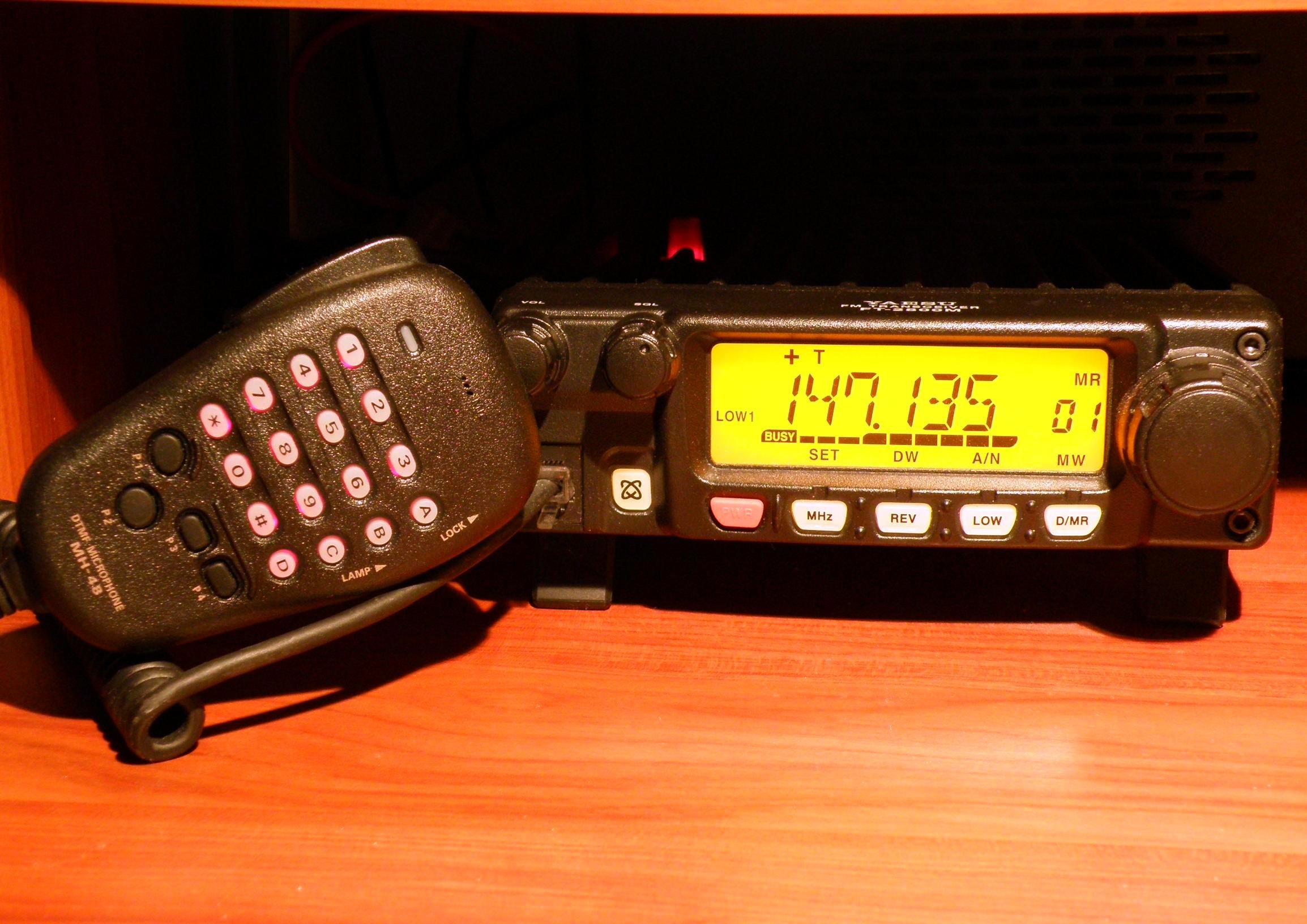
een mobilofoon voor gebruik door o.a. radiozendamateurs

Een mobilofoon is een radiotelefooninstallatie voor gebruik in voertuigen voor het onderhouden van de verbindingen met een basisstation en tussen de voertuigen onderling. Het gebruik van mobilofoons is aan vergunningen gebonden. In Nederland worden deze uitgegeven door het Rijksinspectie Digitale Infrastructuur (voorheen Agentschap Telecom en daarvoor de Radio Controledienst of RCD). Particuliere mobilofoonnetten hebben over het algemeen een beperkte grootte, omdat er tussen de mobiele post en het basisstation een directe radioverbinding mogelijk moet zijn. Mobilofoons zenden en ontvangen in het algemeen op frequenties in de VHF- en UHF-band. Op deze frequenties kunnen afstanden tot enkele tientallen kilometers betrouwbaar worden overbrugd.

## Geschiedenis
De mobilofoon is begin jaren 30 van de twintigste eeuw ontstaan voor militair gebruik. Vanaf midden jaren dertig werden in Nederland ook mobilofoons aan hulpdiensten en bedrijven verkocht, maar slechts in geringe aantallen. Bij het uitbreken van de Tweede Wereldoorlog in Nederland waren er ca. 150 in gebruik. Na de Tweede Wereldoorlog werd het een algemeen verbreid communicatiemiddel. 

## Particulier gebruik

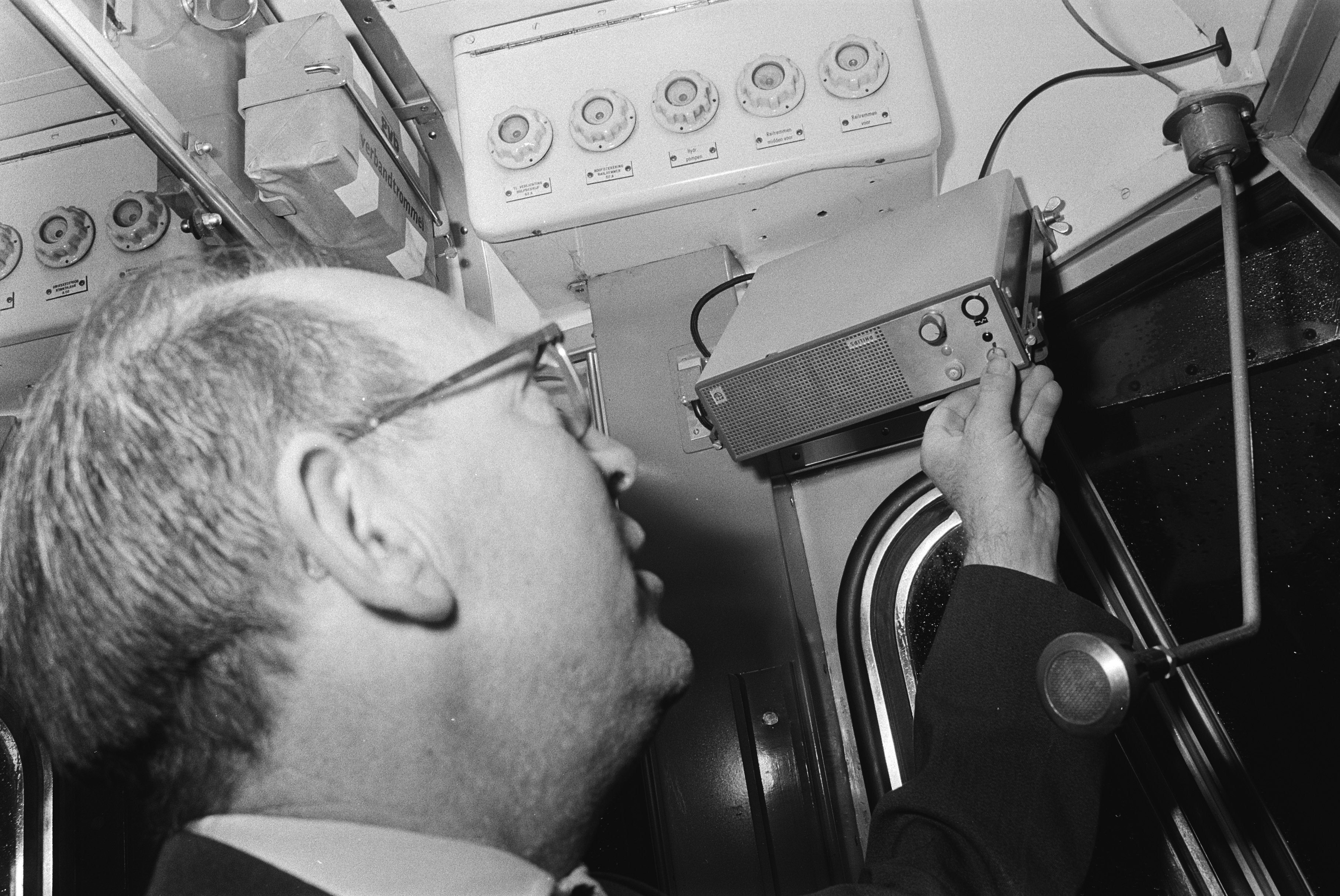
Mobilofoon in een Amsterdamse tram kort na de invoering 1970

Een mobilofoon wordt gebruikt door openbaarvervoermaatschappijen, politie, brandweer en ambulance. Eind 2005 namen de Nederlandse politie, brandweer, ambulance en marechaussee een nieuw communicatiesysteem, C2000, in gebruik. Veel oude maar goede apparatuur is toen geschonken aan verenigingen voor zendamateurs.

## Openbaar gebruik
Er bestond in Nederland van 1949 tot 1986 een openbaar mobilofoonsysteem dat in beheer was bij het telefoonbedrijf. Dit stond bekend onder de naam OLN (Openbaar Landelijk Net). Men kon via dit net verbinding maken met het vaste telefoonnet en vice versa. Om een gesprek met een mobilofoon tot stand te brengen, moest gebruik worden gemaakt van een telefoniste. Bovendien moest de oproeper weten waar de opgeroepene zich ongeveer bevond.  Vanaf 1951 was het net landelijk dekkend, met 35 zend/ontvanginstallaties die in de 80 MHz band werkten. Dit net heeft tijdens de Watersnood van 1953 goede diensten bewezen.
De mobilofoon kon niet tegelijk zenden en ontvangen. Tijdens het gesprek placht men met "over!" aan te geven dat de andere partij kon spreken. Bovendien bestond er geen gespreksgeheim.
De openbare mobilofoon is later vervangen door de autotelefoon en later de gsm, die de nadelen van de mobilofoon niet heeft en bovendien veel voordeliger en handzamer is. Tegenwoordig is voor communicatie over afstanden tot enkele kilometers PMR446 populair. Voor het gebruik daarvan zijn in de Europese Unie geen vergunningen benodigd en men betaalt ook geen gesprekskosten.